# Cúp bóng đá Ý 2025–26
Cúp bóng đá Ý 2025–26 (Coppa Italia 2025–26, được gọi là Coppa Italia Frecciarossa vì lý do tài trợ) là giải đấu cúp quốc gia lần thứ 79 ở Ý. Có 44 đội tham dự.
Bologna là đương kim vô địch, đã giành được danh hiệu thứ ba của họ ở mùa giải trước, bằng cách đánh bại AC Milan 1–0 trong trận chung kết, giành được danh hiệu quốc gia đầu tiên sau 51 năm.

## Các đội tham dự
| Serie A 20 câu lạc bộ mùa giải 2025–26 | Serie B 20 câu lạc bộ mùa giải 2025–26 | Serie C 4 câu lạc bộ mùa giải 2025–26           |
| - Atalanta - Bologna - Cagliari - Como - Cremonese - Fiorentina - Genoa - Hellas Verona - Inter Milan - Juventus - Lazio - Lecce - AC Milan - Napoli - Parma - Pisa - AS Roma - Sassuolo - Torino - Udinese | - Avellino - Bari - Carrarese - Catanzaro - Cesena - Empoli - Frosinone - Juve Stabia - Mantova - Modena - Monza - Padova - Palermo - Pescara - Reggiana - Sampdoria - Spezia - Südtirol - Venezia - Virtus Entella | - Audace Cerignola - Rimini - Ternana - Vicenza |

## Lịch thi đấu
| Giai đoạn          | Vòng          | Câu lạc bộ còn lại | Câu lạc bộ tham dự | Từ vòng trước | Vào vòng này | Lượt đi      | Lượt về      |
| ------------------ | ------------- | ------------------ | ------------------ | ------------- | ------------ | ------------ | ------------ |
| Giai đoạn đầu tiên | Vòng sơ loại  | 44                 | 8                  | không         | 8            | 9–10/8/2025  | 9–10/8/2025  |
| Giai đoạn đầu tiên | Vòng thứ nhất | 40                 | 32                 | 4             | 28           | 15–18/8/2025 | 15–18/8/2025 |
| Giai đoạn đầu tiên | Vòng thứ hai  | 24                 | 16                 | 16            | không        | 23–25/9/2025 | 23–25/9/2025 |
| Giai đoạn thứ hai  | Vòng 16 đội   | 16                 | 16                 | 8             | 8            | 2–18/12/2025 | 2–18/12/2025 |
| Giai đoạn thứ hai  | Tứ kết        | 8                  | 8                  | 8             | không        | 3–12/2/2026  | 3–12/2/2026  |
| Giai đoạn thứ hai  | Bán kết       | 4                  | 4                  | 4             | không        | 3–5/3/2026   | 21–23/4/2026 |
| Giai đoạn thứ hai  | Chung kết     | 2                  | 2                  | 2             | không        | 13/5/2026    | 13/5/2026    |

## Giai đoạn đầu tiên

### Vòng sơ loại
Tổng cộng có 8 đội từ Serie B và Serie C tham gia vòng này, 4 trong số đó sẽ lọt vào vòng thứ nhất.
| Virtus Entella (2)                                        | 4–0      | Ternana (3) |
| --------------------------------------------------------- | -------- | ----------- |
| - Russo 16' - Franzoni 59' - Fumagalli 70' - Di Mario 85' | Chi tiết |             |

| Padova (2) | 0–2      | Vicenza (3)                 |
| ---------- | -------- | --------------------------- |
|            | Chi tiết | - Capello 14' - Caferri 46' |

| Avellino (2)  | 1–0      | Audace Cerignola (3) |
| ------------- | -------- | -------------------- |
| - Cuppone 61' | Chi tiết |                      |

| Pescara (2)    | 1–0      | Rimini (3) |
| -------------- | -------- | ---------- |
| - Valzania 44' | Chi tiết |            |

### Vòng thứ nhất
Tổng cộng có 32 đội (4 đội thắng từ vòng sơ loại, 16 đội còn lại từ Serie B và 12 đội Serie A được xếp hạt giống từ 9–20) đã tham gia vòng này, 16 đội trong số đó sẽ lọt vào vòng hai.
| Empoli (2)                                 | 1–1      | Reggiana (2)             |
| ------------------------------------------ | -------- | ------------------------ |
| - Ilie 64'                                 | Chi tiết | - Gondo 13'              |
| Loạt sút luân lưu                          |          |                          |
| - Belardinelli - Elia - Carboni - Busiello | 3–0      | - Gondo - Marras - Rover |

| Sassuolo (1) | 1–0      | Catanzaro (2) |
| ------------ | -------- | ------------- |
| - Doig 32'   | Chi tiết |               |

| Lecce (1)                           | 2–0      | Juve Stabia (2) |
| ----------------------------------- | -------- | --------------- |
| - Krstović 27' (ph.đ.) - Kaba 90+5' | Chi tiết |                 |

| Genoa (1)                                           | 3–0      | Vicenza (3) |
| --------------------------------------------------- | -------- | ----------- |
| - Carboni 40' - Benassai 45+1' (l.n.) - Stanciu 54' | Chi tiết |             |

| Venezia (2)                          | 4–0      | Mantova (2) |
| ------------------------------------ | -------- | ----------- |
| - Doumbia 15', 45' - Yeboah 57', 89' | Chi tiết |             |

| Como (1)                           | 3–1      | Südtirol (2)            |
| ---------------------------------- | -------- | ----------------------- |
| - Douvikas 39', 40' - Da Cunha 42' | Chi tiết | - Casiraghi 13' (ph.đ.) |

| Cagliari (1)                                                      | 1–1      | Virtus Entella (2)                                              |
| ----------------------------------------------------------------- | -------- | --------------------------------------------------------------- |
| - Piccoli 45'                                                     | Chi tiết | - Deiola 86' (l.n.)                                             |
| Loạt sút luân lưu                                                 |          |                                                                 |
| - Mina - Ndary Adopo - Kılıçsoy - Folorunsho - Esposito - Cavuoti | 5–4      | - Russo - Castelli - Karić - Debenedetti - Tiritiello - Marconi |

| Cremonese (1)                                         | 0–0      | Palermo (2)                                        |
| ----------------------------------------------------- | -------- | -------------------------------------------------- |
|                                                       | Chi tiết |                                                    |
| Loạt sút luân lưu                                     |          |                                                    |
| - Bondo - Vázquez - Mussolini - Terracciano - Johnsen | 4–5      | - Brunori - Palumbo - Corona - Augello - Ceccaroni |

| Monza (2) | 0–1      | Frosinone (2)     |
| --------- | -------- | ----------------- |
|           | Chi tiết | - Kvernadze 90+2' |

| Parma (1)             | 2–0      | Pescara (2) |
| --------------------- | -------- | ----------- |
| - Pellegrino 47', 65' | Chi tiết |             |

| Cesena (2)                                    | 0–0      | Pisa (1)                                         |
| --------------------------------------------- | -------- | ------------------------------------------------ |
|                                               | Chi tiết |                                                  |
| Loạt sút luân lưu                             |          |                                                  |
| - Diao - Shpendi - Adamo - Arrigoni - Bastoni | 1–2      | - Cuadrado - Touré - Léris - Canestrelli - Nzola |

| AC Milan (1)             | 2–0      | Bari (2) |
| ------------------------ | -------- | -------- |
| - Leão 14' - Pulisic 48' | Chi tiết |          |

| Audace Cerignola (3)                                                                  | 1–1      | Hellas Verona (1)                                        |
| ------------------------------------------------------------------------------------- | -------- | -------------------------------------------------------- |
| - Miguel Ángel 90+1'                                                                  | Chi tiết | - Bradarić 55'                                           |
| Loạt sút luân lưu                                                                     |          |                                                          |
| - Cretella - Russo - Faggioli - Miguel Ángel (cầu thủ bóng đá, sinh 1993)Miguel Ángel | 2–4      | - Kastanos - Sarr - Livramento - Yellu Santiago - Serdar |

| Spezia (2)                            | 1–1      | Sampdoria (2)                        |
| ------------------------------------- | -------- | ------------------------------------ |
| - Artistico 36'                       | Chi tiết | - Henderson 34'                      |
| Loạt sút luân lưu                     |          |                                      |
| - Soleri - Kouda - Hristov - Esposito | 4–2      | - Henderson - Çuni - Narro - Pedrola |

| Udinese (1)            | 2–0      | Carrarese (2) |
| ---------------------- | -------- | ------------- |
| - Atta 43' - Bravo 59' | Chi tiết |               |

| Torino (1)   | 1–0      | Modena (2) |
| ------------ | -------- | ---------- |
| - Vlašić 51' | Chi tiết |            |

### Vòng thứ hai
16 đội thắng ở vòng thứ nhất sẽ thi đấu với nhau ở vòng thứ hai, 8 đội thắng ở vòng này sẽ tiến vào vòng 16 đội.
| Parma (1) | v | Spezia (2) |
| --------- | - | ---------- |
|           |   |            |

| AC Milan (1) | v | Lecce (1) |
| ------------ | - | --------- |
|              |   |           |

| Udinese (1) | v | Palermo (2) |
| ----------- | - | ----------- |
|             |   |             |

| Genoa (1) | v | Empoli (2) |
| --------- | - | ---------- |
|           |   |            |

| Hellas Verona (1) | v | Venezia (2) |
| ----------------- | - | ----------- |
|                   |   |             |

| Torino (1) | v | Pisa (1) |
| ---------- | - | -------- |
|            |   |          |

| Como (1) | v | Sassuolo (1) |
| -------- | - | ------------ |
|          |   |              |

| Cagliari (1) | v | Frosinone (2) |
| ------------ | - | ------------- |
|              |   |               |

## Giai đoạn thứ hai

### Sơ đồ
|  | Vòng 16 đội   | Vòng 16 đội   | Vòng 16 đội | Vòng 16 đội |  |  | Tứ kết | Tứ kết | Tứ kết | Tứ kết |  |  | Bán kết | Bán kết | Bán kết | Bán kết |  |  | Chung kết | Chung kết | Chung kết | Chung kết |
|  |               |               |             |             |  |  |        |        |        |        |  |  |         |         |         |         |  |  |           |           |           |           |
|  |               |               |             |             |  |  |        |        |        |        |  |  |         |         |         |         |  |  |           |           |           |           |
|  |               |               |             |             |  |  |        |        |        |        |  |  |         |         |         |         |  |  |           |           |           |           |
|  | Bologna       |               |             |             |  |  |        |        |        |        |  |  |         |         |         |         |  |  |           |           |           |           |
|  |               |               |             |             |  |  |        |        |        |        |  |  |         |         |         |         |  |  |           |           |           |           |
|  | Thắng trận 21 |               |             |             |  |  |        |        |        |        |  |  |         |         |         |         |  |  |           |           |           |           |
|  | Thắng trận 29 |               |             |             |  |  |        |        |        |        |  |  |         |         |         |         |  |  |           |           |           |           |
|  |               |               |             |             |  |  |        |        |        |        |  |  |         |         |         |         |  |  |           |           |           |           |
|  |               | Thắng trận 30 |             |             |  |  |        |        |        |        |  |  |         |         |         |         |  |  |           |           |           |           |
|  | Lazio         |               |             |             |  |  |        |        |        |        |  |  |         |         |         |         |  |  |           |           |           |           |
|  |               |               |             |             |  |  |        |        |        |        |  |  |         |         |         |         |  |  |           |           |           |           |
|  | Thắng trận 22 |               |             |             |  |  |        |        |        |        |  |  |         |         |         |         |  |  |           |           |           |           |
|  | Thắng trận 37 |               |             |             |  |  |        |        |        |        |  |  |         |         |         |         |  |  |           |           |           |           |
|  |               |               |             |             |  |  |        |        |        |        |  |  |         |         |         |         |  |  |           |           |           |           |
|  |               | Thắng trận 38 |             |             |  |  |        |        |        |        |  |  |         |         |         |         |  |  |           |           |           |           |
|  | Juventus      |               |             |             |  |  |        |        |        |        |  |  |         |         |         |         |  |  |           |           |           |           |
|  |               |               |             |             |  |  |        |        |        |        |  |  |         |         |         |         |  |  |           |           |           |           |
|  | Thắng trận 23 |               |             |             |  |  |        |        |        |        |  |  |         |         |         |         |  |  |           |           |           |           |
|  | Thắng trận 31 |               |             |             |  |  |        |        |        |        |  |  |         |         |         |         |  |  |           |           |           |           |
|  |               |               |             |             |  |  |        |        |        |        |  |  |         |         |         |         |  |  |           |           |           |           |
|  |               | Thắng trận 32 |             |             |  |  |        |        |        |        |  |  |         |         |         |         |  |  |           |           |           |           |
|  | Atalanta      |               |             |             |  |  |        |        |        |        |  |  |         |         |         |         |  |  |           |           |           |           |
|  |               |               |             |             |  |  |        |        |        |        |  |  |         |         |         |         |  |  |           |           |           |           |
|  | Thắng trận 24 |               |             |             |  |  |        |        |        |        |  |  |         |         |         |         |  |  |           |           |           |           |
|  | Thắng trận 41 |               |             |             |  |  |        |        |        |        |  |  |         |         |         |         |  |  |           |           |           |           |
|  |               |               |             |             |  |  |        |        |        |        |  |  |         |         |         |         |  |  |           |           |           |           |
|  |               | Thắng trận 42 |             |             |  |  |        |        |        |        |  |  |         |         |         |         |  |  |           |           |           |           |
|  | Inter Milan   |               |             |             |  |  |        |        |        |        |  |  |         |         |         |         |  |  |           |           |           |           |
|  |               |               |             |             |  |  |        |        |        |        |  |  |         |         |         |         |  |  |           |           |           |           |
|  | Thắng trận 25 |               |             |             |  |  |        |        |        |        |  |  |         |         |         |         |  |  |           |           |           |           |
|  | Thắng trận 33 |               |             |             |  |  |        |        |        |        |  |  |         |         |         |         |  |  |           |           |           |           |
|  |               |               |             |             |  |  |        |        |        |        |  |  |         |         |         |         |  |  |           |           |           |           |
|  |               | Thắng trận 34 |             |             |  |  |        |        |        |        |  |  |         |         |         |         |  |  |           |           |           |           |
|  | AS Roma       |               |             |             |  |  |        |        |        |        |  |  |         |         |         |         |  |  |           |           |           |           |
|  |               |               |             |             |  |  |        |        |        |        |  |  |         |         |         |         |  |  |           |           |           |           |
|  | Thắng trận 26 |               |             |             |  |  |        |        |        |        |  |  |         |         |         |         |  |  |           |           |           |           |
|  | Thắng trận 39 |               |             |             |  |  |        |        |        |        |  |  |         |         |         |         |  |  |           |           |           |           |
|  |               |               |             |             |  |  |        |        |        |        |  |  |         |         |         |         |  |  |           |           |           |           |
|  |               | Thắng trận 40 |             |             |  |  |        |        |        |        |  |  |         |         |         |         |  |  |           |           |           |           |
|  | Fiorentina    |               |             |             |  |  |        |        |        |        |  |  |         |         |         |         |  |  |           |           |           |           |
|  |               |               |             |             |  |  |        |        |        |        |  |  |         |         |         |         |  |  |           |           |           |           |
|  | Thắng trận 27 |               |             |             |  |  |        |        |        |        |  |  |         |         |         |         |  |  |           |           |           |           |
|  | Thắng trận 35 |               |             |             |  |  |        |        |        |        |  |  |         |         |         |         |  |  |           |           |           |           |
|  |               |               |             |             |  |  |        |        |        |        |  |  |         |         |         |         |  |  |           |           |           |           |
|  |               | Thắng trận 36 |             |             |  |  |        |        |        |        |  |  |         |         |         |         |  |  |           |           |           |           |
|  | Napoli        |               |             |             |  |  |        |        |        |        |  |  |         |         |         |         |  |  |           |           |           |           |
|  |               |               |             |             |  |  |        |        |        |        |  |  |         |         |         |         |  |  |           |           |           |           |
|  | Thắng trận 28 |               |             |             |  |  |        |        |        |        |  |  |         |         |         |         |  |  |           |           |           |           |
|  |               |               |             |             |  |  |        |        |        |        |  |  |         |         |         |         |  |  |           |           |           |           |